# Сычанское
Сычанское (укр. Сичанське) — село в Марковском районе Луганской области Украины, административный центр Сычанского сельского совета. Население — 501 житель. Орган местного самоуправления — Сычанский поселковый совет.

## Известные уроженцы
- Сергей Семак — российский футболист и футбольный тренер.